# دانشگاه آزاد تفلیس
دانشگاه آزاد تفلیس (به لاتین: Free University of Tbilisi) یک دانشگاه در گرجستان است که در تفلیس واقع شده‌است.